# Malanhoui
Malanhoui ist ein Arrondissement im Departement Ouémé im westafrikanischen Staat Benin. Es ist eine Verwaltungseinheit, die der Gerichtsbarkeit der Kommune Adjarra untersteht.

## Demografie und Verwaltung
Gemäß der Volkszählung 2013 des beninischen Statistikamtes INSAE hatte das Arrondissement 22.072 Einwohner, davon waren 10.670 männlich und 11.402 weiblich.
Von den 53 Dörfern und Quartieren der Kommune Adjarra entfallen neun auf Malanhoui:
1. Agaougbéta
2. Agata
3. Anagbo
4. Hêvié-Kpota
5. Malanhoui
6. Malanhoui-Kpodo
7. Ouèkè
8. Tanmè
9. Yèvié